# Hôtel du Poët
L'hôtel du Poët est un hôtel particulier situé place Forbin, à Aix-en-Provence, Bouches-du-Rhône, en région Provence-Alpes-Côte d'Azur, France.

## Histoire
A cet emplacement existait un moulin à eau, hors les murs jusqu'en 1656, qui fournissait en farine les boulangers d'Aix. L'hôtel fut construit en 1730 pour Henri Gautier, roturier, clerc de notaire avisé, enrichi par sa charge de Trésorier des États de Provence. Il fut anobli en 1724 par l'achat des terres de Vernègues et de celles du Poët près de Sisteron.
À partir de 1777 la librairie Penet et Sure occupe une partie du bâtiment; elle sera transformée à la génération suivante par Terris en cabinet de lecture.
Le tribunal de commerce y siège au premier étage jusqu'en 1834. Le rez-de-chaussée est très tôt occupé par des commerces : un apothicaire, un « cabinet de littérature », mais aussi l'imprimeur-éditeur Rémondet, devenu Rémondet-Aubin, imprimeur du Mémorial d'Aix, journal local d'informations (XIXe siècle). Au cours du XIXe siècle, un loueur de calèche (M. Jourdan) s'y trouvait au rez-de-chaussée, puis un bureau de taxis (Barra et Vargioni).
Après 1834, l'hôtel particulier fut acquis par l'apothicaire M. Icard, premier adjoint au maire d'Aix.
Sous le Second Empire le papetier Champion, puis l'horloger Cornalis et les pharmaciens Gras puis Garcin s'installent à la boutique du rez-de-chaussée.
Au début du XXe siècle, un teinturerie s'y installe; puis après 1945, ce sera au tour du journal La Provence Libérée.
Le monument fait l'objet d’une inscription au titre des monuments historiques depuis 1987.

## Descriptif du bâtiment
L'imposant édifice, entièrement décoré, s'élance en hauteur par ses chaînages à refends dans les angles. Il ferme le Cours Mirabeau par sa façade proposant des visages tous différents. Sa porte encadrée de pilastres doriques, est surmontée au premier étage d'un balcon central à l'élégante ferronnerie Louis XV, que soutiennent deux consoles à têtes de lions.

### Architecture
La porte cochère est encadrée de pilastres à chapiteaux doriques.
De chaque côté du balcon central, on trouve de plus petits balcons en rappel, avec des ferronneries « Louis XV ».
Au deuxième étage, les clés de voute des fenêtres présentent des mascarons à têtes féminines (contrairement à ceux du premier étage à figures masculines).
Au troisième, les ouvertures sont plus larges que hautes et sont à décors d'agrafe feuillagées. Le sommet de la façade est coiffé d'une corniche à denticules.
L'immeuble présente également deux autres façade: rue Tournefort et place Forbin. Les fenêtres y sont aussi garnies de clés à mascarons.
À l'intérieur, la cage d'escalier remarquable est d'époque Louis XVI, à panneaux avec les armoiries de la famille du Poët.

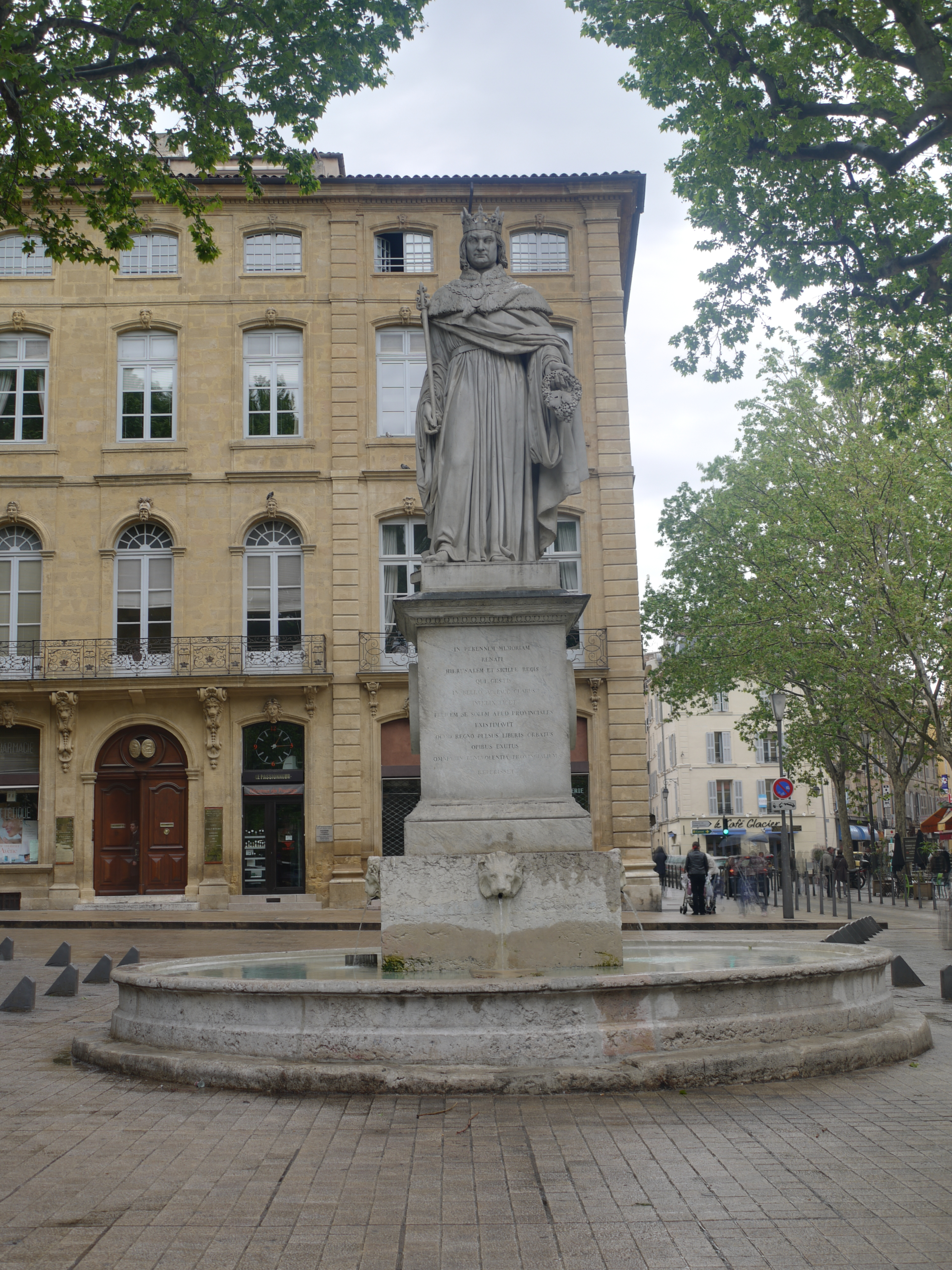
Statue du Roi René devant l'hôtel du Poët (2010)